# Arabella Kiesbauer
 (décembre 2014).
Si vous disposez d'ouvrages ou d'articles de référence ou si vous connaissez des sites web de qualité traitant du thème abordé ici, merci de compléter l'article en donnant les références utiles à sa vérifiabilité et en les liant à la section « Notes et références ».
Arabella Kiesbauer, née le 8 avril 1969 à Vienne, est une présentatrice de télévision autrichienne, également écrivain et actrice. Elle a grandi à Vienne avec sa grand-mère après que sa mère Hannelore et son père Sammy Ammissah se sont séparés.

## Biographie
Après une scolarité au lycée français de Vienne, elle a étudié le journalisme et la dramaturgie. Elle a commencé à travailler comme présentatrice pour le service public de télévision autrichien ORF.
De 1994 à 2004, elle a accueilli sa propre quotidienne talk-show Arabella sur la chaîne de télévision allemande Pro7.
Arabella Kiesbauer a remporté plusieurs prix pour son travail à la télévision. Tout d'abord en 1994, le Bayerischer Fernsehpreis (de) dans la catégorie Beste Talk-Newcomerin. En 1996, le prix des médias Das Goldene Kabel.
Elle est apparue dans la version allemande de Playboy sur la couverture et 14 pages en juillet. En 1995, Arabella Kiesbauer est aussi modèle pour l'usine de chaussures Vögele Shoes.
Elle a été choisie comme présentatrice du 60e concours eurovision de la chanson à Vienne aux côtés de Mirjam Weichselbraun, Alice Tumler et Conchita Wurst.

### Vie privée
Le 9 juin 1995, elle a été la cible d'une lettre piégée dans les studios de Pro7. Cependant, elle n'a pas ouvert elle-même la lettre et c'est son assistant qui a été blessé par la bombe.
Depuis novembre 2004, Arabella Kiesbauer est mariée à l'homme d'affaires viennois Florens Eblinger. Ils ont une fille appelée Nika, née à Vienne le 2 décembre 2007 et un fils Neo, né le 19 décembre 2010.